# Ocells del paradís
|  | Aquest article tracta sobre la família biològica dels paradiseids. Si cerqueu per a la constel·lació austral, vegeu «Ocell del Paradís». |

Els ocells dels paradís són un grup d'ocells de l'ordre dels passeriformes, agrupats en la família dels paradiseids (Paradisaeidae). Aquest grup comprèn quaranta espècies que viuen al voltant de Nova Guinea. Els mascles adults de les espècies d'aquesta família són famosos per les brillants colors de llurs plomatges. La classificació del IOC dona a aquest tàxon categoria de família, però altres classificacions (en particular la de Sibley-Alquist) l'inclouen a la família dels còrvids (Corvidae), com la tribu Paradisaeini. Els gèneres Cnemophilus, Loboparadisea, Macgregoria i Melampitta, que tradicionalment eren inclosos a aquest tàxon, són classificats pel Congrés Ornitològic Internacional en altres.

## Morfologia
- La morfologia dels ocells del paradís recorda la dels còrvids, amb un bec robust en moltes espècies, i fortes potes.
- L'espècie més petita és Cicinnurus regius, amb un mascle que fa uns 15 cm de llargària i pesa uns 50 grams, mentre la més llarga és Epimachus fastuosus, amb 110 cm i la més grossa Manucodia comrii amb fins a 430 gr de pes.
- Fort dimorfisme sexual en dues terceres parts de les espècies, amb uns mascles amb plomes ornamentals iridescents, i unes femelles amb plomatges críptics. Algunes espècies són negres amb iridescències.

## Hàbitat i distribució
Són ocells propis de Nova Guinea i illes properes, com les illes de l'Estret de Torres. Quatre espècies habiten a l'est d'Austràlia i dues a les Moluques. Viuen en zones de selva tropical, boscos humits i pantans a l'oest de la línia de Wallace. Només unes poques espècies viuen en hàbitats més oberts.

## Alimentació
La majoria de les espècies són frugívores, encara que les dels gènere Ptiloris i Epimachus són bàsicament insectívores.
En la majoria dels boscos del món, els agents principals en la tasca de dispersió de llavors, són els mamífers, però a Nova Guinea són els paradiseids els que exerceixen aquest paper.

## Reproducció
Durant el període nupcial, en la majoria de les espècies, els mascles marquen zones per fer complicades parades. Altres espècies com les dels gèneres Cicinnurus i Parotia desenvolupin cerimonials elaborats a base de danses i cants. Les espècies amb dimorfisme sexual són polígames, mentre que les que no el presenten són principalment monògames.
La hibridació és comú a les espècies polígames, cosa que fa pensar que aquestes espècies estan molt a prop les unes de les altres, tot i que són ubicades a diferents gèneres pels taxonomistes.
Aquests ocells fan els seus nius amb materials solts, com ara fulles i falgueres que solen col·locar en la forquilla d'una branca. Algunes espècies fan nius coberts. El nombre d'ous produïts en la majoria de les espècies no és conegut. Es coneix però, que les espècies més grosses, gairebé sempre ponen un ou i les menors dos o inclús tres. Els ous són covats 16 - 22 dies i els pollets abandonen el niu als 16 - 30 dies.

## Llista de gèneres
S'inclouen en aquesta família 17 gèneres amb 45 espècies:
- Gènere Lycocorax, amb dues espècies.
- Gènere Manucodia, amb 5 espècies.
- Gènere Phonygammus, amb una espècie: ocell del paradís trompeter (Phonygammus keraudrenii).
- Gènere Paradigalla, amb dues espècies.
- Gènere Astrapia, amb 5 espècies.
- Gènere Parotia, amb 6 espècies.
- Gènere Pteridophora, amb una espècie: ocell del paradís d'Albert (Pteridophora alberti).
- Gènere Lophorina, amb tres espècies.
- Gènere Ptiloris, amb 4 espècies.
- Gènere Epimachus, amb dues espècies.
- Gènere Drepanornis, amb dues espècies.
- Gènere Diphyllodes, amb dues espècies.
- Gènere Cicinnurus, amb una espècie: ocell del paradís reial (Cicinnurus regius).
- Gènere Semioptera, amb una espècie: ocell del paradís de Wallace (Semioptera wallacii).
- Gènere Seleucidis, amb una espècie: ocell del paradís cua de filferro (Seleucidis melanoleucus).
- Gènere Paradisaea, amb 6 espècies.
- Gènere Paradisornis, amb una espècie: ocell del paradís blau (Paradisornis rudolphi)